# Berliner klinische Wochenschrift
Berliner klinische Wochenschrift – czasopismo medyczne, wydawane w Berlinie w latach 1864-1921. Jego tradycję kontynuowało wydawane od 1922 czasopismo „Klinische Wochenschrift”.